# Orbeil
Orbeil är en kommun i departementet Puy-de-Dôme i regionen Auvergne-Rhône-Alpes i centrala Frankrike. Kommunen ligger i kantonen Issoire som tillhör arrondissementet Issoire. År 2022 hade Orbeil 881 invånare.

## Befolkningsutveckling
Antalet invånare i kommunen Orbeil
| Referens: INSEE |